# Narriman Sadik
Narriman Sadik, na haar huwelijk koningin Narriman genoemd (Caïro, 31 oktober 1933 – aldaar, 16 februari 2005), was de laatste koningin van Egypte. In 1951 huwde ze met regerend koning Faroek.

## Biografie

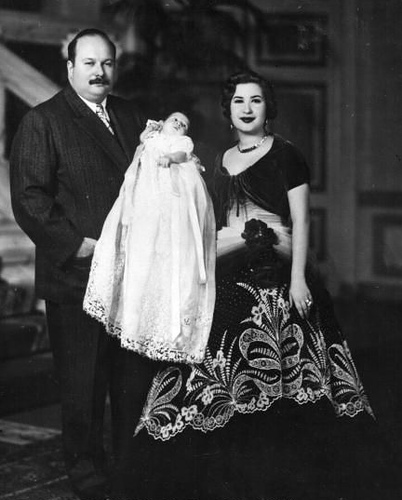
Koning Faroek en koningin Narriman met hun zoon Foead (januari 1952)

Sadik was de dochter van Hoesein Fahmi Sadik, de Minister van Informatie, en Asila Kamil. Op haar zestiende had Narriman een relatie met Zaki Hachem, een jonge man die aan Harvard had gestudeerd en voor het secretariaat van de Verenigde Naties werkte. Koning Faroek was kort ervoor gescheiden van Farida die hem drie dochters had geschonken, maar geen zoon. De vader van Narriman arrangeerde dat de koning haar kon leren kennen in een juwelierszaak. Als wederdienst kreeg hij later de titel Bey.
Vanwege haar relatief eenvoudige afkomst werd ze ook wel de Assepoester van de Nijl genoemd. Het huwelijk met de dochter van een hoge regeringsfunctionaris werd verder ook wel gezien als een laatste poging om het toen al wankele koningschap te redden.
Nadat de koning haar ten huwelijk had gevraagd, ging Sadik naar Rome om voorbereid te worden op haar aanstaande taken als koningin. Hun relatie werd in die tijd nog geheim gehouden en ze ging in Rome door als nichtje van de Egyptische ambassadeur. Hier woonde ze in de ambassade en kreeg ze les in etiquette, geschiedenis, muziek en vier Europese talen. Ook ging ze op dieet waarop ze bij terugkeer in Egypte nog ongeveer vijftig kilo woog.
Tijdens het extravagante koninklijke huwelijk op 6 mei 1951 droeg ze een satijnen jurk met 20.000 diamanten en werden Faroek en Narriman door met neonletters opgesierde triomfbogen met de letters "F" en "N" geleid in een stoet van Rolls Royces en Cadillacs. Hierna gingen ze op een exclusieve huwelijksreis van vier maanden door Europa. Achteraf werden alle cadeaus die uit goud vervaardigd waren heimelijk omgesmolten naar goudstaven.
Op 16 januari 1952 schonk ze het leven aan hun zoon Ahmed Foead, de beoogd kroonprins van Egypte. Slechts tien dagen later braken in Caïro echter al de eerste rellen uit. In de zomer van dat jaar volgde de coup onder leiding van kolonel Gamal Abdel Nasser en generaal Mohammed Naguib waarna het koninklijke echtpaar naar Europa uitweek.
Al in de eerste helft van 1952 begonnen de toenmalige koning en koningin steeds verder uit elkaar te groeien. Het veranderde leven in Europa versterkte dit alleen maar en in maart 1953 had ze genoeg van het nachtleven in clubs en casino's en keerde ze terug naar Egypte. Hier kreeg ze onder haar meisjesnaam een paspoort van de regering en liet ze zich voor een islamitische rechtbank scheiden van de ex-koning. Haar zoon liet ze achter bij Faroek en bij de scheiding werd niet voorzien in alimentatie. In 1954 hertrouwde ze met een chirurg uit Alexandrië, Adam Nakib, met wie ze nog een zoon kreeg. In 1967 trouwde ze voor de derde keer, ditmaal met arts Ismail Fahmi. Ze woonde de rest van haar leven in Heliopolis, een voorstad van Caïro.